# Josep Maria Garrut
Josep Maria Garrut i Romà (Barcelona, 12 de diciembre de 1915 - ibídem, 11 de diciembre de 2008) fue un historiador del arte e investigador español, famoso por haber estudiado con precisión el arte de Cataluña. Son célebres también sus trabajos sobre Antoni Gaudí y Jacinto Verdaguer, figuras clave de la cultura catalana.

## Biografía
Garrut nació en Barcelona, en cuya universidad estudió la carrera de Filosofía y Letras. Completó su formación universitaria realizando cursos de museografía en París, Múnich y Roma. También tomó clases en la Escuela Superior de Bellas Artes de Sant Jordi. De esta escuela se doctoró en 2006, con más de nueve décadas de vida. Su tesis profesional se tituló Universo intemporal de Gaudí, y para entonces la Escuela se había convertido en Facultad de Bellas Artes de la Universidad de Barcelona.
Garrut fue uno de los principales divulgadores de la historia de Barcelona. Su trabajo en este ámbito se desarrolló a través de cuatro organismos: Amics de la Barcelona Històrica i Monumental, Amics dels Museus de Catalunya, el Centre Excursionista de Catalunya y Amics de Gaudí. Con los primeros dos organismos colaboró desde muy joven y en el tercero llegó a presidir la sección de Historia y Arte.
Pero es en Amics de Gaudí (Amigos de Gaudí) donde floreció su labor. Tras fundarla en los años 1950, Garrut se dedicó a reivindicar el papel jugado por el arquitecto reusense, a quien conoció y trató personalmente, en la génesis del modernismo catalán. 
Tenía conocimientos de museografía, por lo que fue requerido como conservador y restaurador en el Museo Nacional de Arte de Cataluña, en el Archivo Histórico de la Ciudad y en el Museo de Historia de Barcelona. También fue director de la Casa-Museo Gaudí y fundador de la Universalis Foederatio Praesepistica. Impartió clases en varias escuelas catalanas, como la de Bellas Artes.
En 1991 recibió la Creu de Sant Jordi. 

## Obra
La obra de Garrut se centra en las aportaciones al arte catalán de Gaudí y Verdaguer, además estudió con profundidad las diferentes etapas del arte en Cataluña, específicamente el arte románico.
Lista cronológica de obras:
- El Templo de Santa María del Mar (Barcelona, 1952)
- Itinerarios de piedad en Barcelona (1952)
- 600 anys de Plaça Nova (1955)
- Viatge entorn del meu pessebre (1957)
- Barcelona, vint segles d'història (1963), con Frederic Udina
- Guía de Gaudí (1970), con Joan Bassegoda
- Dos siglos de pintura catalana (XIX y XX) (1974)
- L'Exposició Universal de Barcelona de 1888 (1976)
- Jacint Verdaguer, príncep dels poetes catalans (1977)
- Setanta anys de vida artística Barcelonina (Barcelona, 1980)
- Torrent (Bilbao, 1981)
- Jordi Alumà (Barcelona, 1984)
- Casa Gaudi by Luis Gueilburt, Josep M. Garrut photography by Massimo Listri (1984)
- Barcelona (1984)
- Els dibuixos de l'Ignasi Mundó (1994)
- Miquel Farré, 1901-1978: exposició retrospectiva (1987)